# Enzo Paci
Enzo Paci [pa'tʃi] (* 18. September 1911 in Monterado (heute Gemeinde Trecastelli, Provinz Ancona); † 21. Juli 1976 in Mailand) war ein italienischer Philosoph. Er war einer der ausdruckvollsten Vertreter des Existentialismus in Italien. In den 1960er und 1970er Jahren wandte er sich vermehrt der Phänomenologie und dem Marxismus zu und verschmolz beide Denkrichtungen zum „fenomarxismo“. Im Zentrum von Pacis Denken stand stets der leibhafte Mensch.

## Leben
Paci studierte in Mailand Philosophie bei Antonio Banfi. Er begann seine Lehrtätigkeit als Dozent für Philosophiegeschichte an der Universität in Pavia und lehrte anschließend Theoretische Philosophie an der Staatlichen Universität Mailand (La Statale). Zu seinen bekanntesten Schülern zählen Salvatore Veca und Pier Aldo Rovatti. Im Jahr 1951 rief er die Zeitschrift Aut-Aut ins Leben, die er bis 1974 auch selbst leitete. Seine Beiträge in dieser Zeitschrift zeugen von seinen vielseitigen literarischen und kulturellen Interessen. Seit 1955 gehörte Paci dem Wissenschaftlichen Beirat der Sachbuchausgabe Rowohlts deutsche Enzyklopädie an. 1971 war er einer der Unterzeichner des Appells gegen Luigi Calabresi, der in der Wochenzeitung L'Espresso erschien.
Eine Werkausgabe von Enzo Paci erscheint seit 1988 im Verlag Bompiani in Mailand unter der Schirmherrschaft des Department für Philosophie der Mailänder Universität.

## Gedankengut

### Der Existentialismus
Grundlage für den Existentialismus von Paci ist das Verhältnis der Existenz aller Ereignisse zueinander, als Bedingung verstanden, welche die Welt bilden. Ein Ereignis ist auch das ich, welches empirisch als endliche Existenz im Verhältnis zu anderen Existenzen bekannt ist. Durch die Erkenntnis der reinen existentiellen Bedingung dieser Tatsachen definiert Paci den Menschen als moralische Persönlichkeit.

## Werke

### Monografien
- Il significato del Parmenide nella filosofia di Platone (1938)
- Pensiero, esistenza e valore (1940)
- Tempo e relazione (1954)
- Dall'esistenzialismo al relazionismo (1957)
- Funzione delle scienze e significato dell'uomo (1963; englisch The function of the sciences and the meaning of man)
- Idee per una enciclopedia fenomenologia (1973)

### Werkausgabe
- Opere di Enzo Paci, Bompiani, Milano 1988 ff.
  - 1: Il significato del Parmenide nella filosofia di Platone (1988)
  - 2: Il nulla e il problema dell'uomo (1988)
  - 3: Tempo e verità nella fenomenologia di Husserl (1990)
  - 4: Kierkegaard e Thomas Mann (1991)
  - 5: Ingens sylva (1994)